# Year Zero Remixed
Year Zero Remixed (stiliserat Y34RZ3R0R3M1X3D) är ett remixalbum av det amerikanska industrirockbandet Nine Inch Nails. Det gavs ut den 20 november 2007 i USA och den 26 november i Storbritannien. Albumet innehåller remixer av låtar från studioalbumet Year Zero.

## Låtlista

### Digital nedladdning
1. "Gunshots By Computer:" Saul Williams
2. "The Great Destroyer:" modwheelmood
3. "My Violent Heart:" Pirate Robot Midget
4. "The Beginning Of The End:" Ladytron
5. "Survivalism:" Saul Williams
6. "Capital G:" Epworth Phones
7. "Vessel:" Bill Laswell
8. "The Warning:" Stefan Goodchild featuring Doudou N'Diaye Rose
9. "Meet Your Master:" The Faint
10. "God Given:" Stephen Morris & Gillian Gilbert
11. "Me, I'm Not:" Olof Dreijer
12. "Another Version Of The Truth:" Kronos & Enrique Gonzalez Müller
13. "In This Twilight:" Fennesz
14. "Zero-Sum:" Stephen Morris & Gillian Gilbert

### Vinyl
Sida 1
1. "Gunshots By Computer:" Saul Williams
2. "The Great Destroyer:" modwheelmood
3. "My Violent Heart:" Pirate Robot Midget
4. "The Beginning Of The End:" Ladytron
5. "Capital G:" Epworth Phones

Sida 2
1. "The Warning:" Stefan Goodchild featuring Doudou N'Diaye Rose
2. "Meet Your Master:" The Faint
3. "God Given:" Stephen Morris & Gillian Gilbert
4. "Vessel (Mix 1):" Bill Laswell

Sida 3
1. "Capital G:" Switch
2. "Me, I'm Not:" Olof Dreijer

Sida 4
1. "The Good Soldier:" Sam Fog
2. "Vessel (Mix 2):" Bill Laswell

Sida 5
1. "Capital G:" Ladytron
2. "Another Version Of The Truth:" Kronos & Enrique Gonzalez Müller
3. "In This Twilight:" Fennesz
4. "Zero-Sum:" Stephen Morris & Gillian Gilbert

### CD/DVD-ROM
1. "Gunshots By Computer:" Saul Williams
2. "The Great Destroyer:" modwheelmood
3. "My Violent Heart:" Pirate Robot Midget
4. "The Beginning Of The End:" Ladytron
5. "Survivalism:" Saul Williams
6. "Capital G:" Epworth Phones
7. "Vessel:" Bill Laswell
8. "The Warning:" Stefan Goodchild featuring Doudou N'Diaye Rose
9. "Meet Your Master:" The Faint
10. "God Given:" Stephen Morris & Gillian Gilbert
11. "Me, I'm Not:" Olof Dreijer
12. "Another Version Of The Truth:" Kronos & Enrique Gonzalez Müller
13. "In This Twilight:" Fennesz
14. "Zero-Sum:" Stephen Morris & Gillian Gilbert

## Listplaceringar
| Lista (2007)                     | Högsta position |
| -------------------------------- | --------------- |
| Storbritannien (UK Albums Chart) | 160             |
| USA (Billboard 200)              | 77              |